# Campionat de Catalunya de clubs d'atletisme
El Campionat de Catalunya de clubs d'atletisme absolut a l'aire lliure és una competició atlètica que es disputa a Catalunya entre clubs d'atletisme. És organitzada per la Federació Catalana d'Atletisme, i es disputa des de l'any 1944.
La competició es disputà per primer cop l'any 1944 en categoria masculina i l'any 1965 en categoria femenina. La competició va rebre diverses denominacions, començant per Torneig de Primavera, i més tard Campionat de Catalunya de clubs, Lliga Catalana, Copa Catalana i Copa Federació. A partir de l'any 2013 la classificació final és conjunta (masculina i femenina).

## Historial
| En negreta = Equip guanyador (1) = Nombre de títols (comptes independents pels campions masculins, femenins i conjunts) |

| Edició  | Data                               | Seu                                                                                        | Denominació                                                         | Campió masculí                                                      | Campió femení                                                       | refs                                                                |
| ------- | ---------------------------------- | ------------------------------------------------------------------------------------------ | ------------------------------------------------------------------- | ------------------------------------------------------------------- | ------------------------------------------------------------------- | ------------------------------------------------------------------- |
| I       | 28/05/1944                         | Estadi Municipal de Montjuïc, Barcelona                                                    | Torneig de Primavera                                                | FC Barcelona (1)                                                    | N/D                                                                 | [ 1 ]                                                               |
| II      | 27/05/1945                         | Estadi Municipal de Montjuïc, Barcelona                                                    | Torneig de Primavera                                                | FC Barcelona (2)                                                    | N/D                                                                 | [ 1 ]                                                               |
| III     | 12/05/1946                         | Estadi Municipal de Montjuïc, Barcelona                                                    | Torneig de Primavera                                                | FC Barcelona (3)                                                    | N/D                                                                 | [ 1 ]                                                               |
| IV      | 20/04/1947                         | Estadi Municipal de Montjuïc, Barcelona                                                    | Torneig de Primavera                                                | FC Barcelona (4)                                                    | N/D                                                                 | [ 1 ]                                                               |
| V       | 25/04/1948                         | Estadi Municipal de Montjuïc, Barcelona                                                    | Torneig de Primavera                                                | RCD Espanyol (1)                                                    | N/D                                                                 | [ 1 ]                                                               |
| VI      | 15/05/1949                         | Estadi Municipal de Montjuïc, Barcelona                                                    | Campionat de Catalunya                                              | RCD Espanyol (2)                                                    | N/D                                                                 | [ 1 ]                                                               |
| VII     | 1950                               | diverses seus                                                                              | Campionat de Catalunya                                              | CN Barcelona (1)                                                    | N/D                                                                 | [ 1 ]                                                               |
| VIII    | 1951                               | diverses seus                                                                              | Campionat de Catalunya                                              | FC Barcelona (5)                                                    | N/D                                                                 | [ 1 ]                                                               |
| IX      | 1952                               | diverses seus                                                                              | Campionat de Catalunya                                              | CN Barcelona (2)                                                    | N/D                                                                 | [ 1 ]                                                               |
| X       | 1953                               | diverses seus                                                                              | Campionat de Catalunya                                              | FC Barcelona (6)                                                    | N/D                                                                 | [ 1 ]                                                               |
| XI      | 1954                               | diverses seus                                                                              | Campionat de Catalunya                                              | FC Barcelona (7)                                                    | N/D                                                                 | [ 1 ]                                                               |
| XII     | 1955                               | diverses seus                                                                              | Lliga Catalana                                                      | FC Barcelona (8)                                                    | N/D                                                                 | [ 1 ]                                                               |
| XIII    | 1956                               | diverses seus                                                                              | Lliga Catalana                                                      | FC Barcelona (9)                                                    | N/D                                                                 | [ 1 ]                                                               |
| XIV     | 1957                               | diverses seus                                                                              | Lliga Catalana                                                      | FC Barcelona (10)                                                   | N/D                                                                 | [ 1 ]                                                               |
| XV      | 27/04/1958                         | Estadi Municipal de Montjuïc, Barcelona                                                    | Campionat de Catalunya                                              | FC Barcelona (11)                                                   | N/D                                                                 | [ 1 ]                                                               |
| XVI     | 10/05/1959                         | Estadi Municipal de Montjuïc, Barcelona                                                    | Campionat de Catalunya                                              | FC Barcelona (12)                                                   | N/D                                                                 | [ 1 ]                                                               |
| XVII    | 12/06/1960                         | Estadi Municipal de Montjuïc, Barcelona                                                    | Campionat de Catalunya                                              | FC Barcelona (13)                                                   | N/D                                                                 | [ 1 ]                                                               |
| XVIII   | 04/06/1961                         | Estadi Municipal de Montjuïc, Barcelona                                                    | Copa Catalana                                                       | FC Barcelona (14)                                                   | N/D                                                                 | [ 1 ]                                                               |
| XIX     | 03/06/1962                         | Estadi Municipal de Montjuïc, Barcelona                                                    | Copa Catalana                                                       | CN Barcelona (3)                                                    | N/D                                                                 | [ 1 ]                                                               |
| XX      | 12-26/05/1963                      | Estadi Municipal de Montjuïc, Barcelona Zona Esportiva del FCB, Barcelona                  | Copa Federació                                                      | CN Barcelona (4)                                                    | N/D                                                                 | [ 1 ]                                                               |
| XXI     | 7-14/06/1964                       | Estadi Municipal de Montjuïc, Barcelona                                                    | Copa Catalana                                                       | FC Barcelona (15)                                                   | N/D                                                                 | [ 1 ]                                                               |
| XXII    | 1965                               | diverses seus                                                                              | Lliga Catalana                                                      | CN Barcelona (5)                                                    | CE Universitari (1)                                                 | [ 1 ]                                                               |
| XXIII   | 1966                               | Estadi Municipal de Montjuïc, Barcelona                                                    | Lliga Catalana                                                      | FC Barcelona (16)                                                   | FC Barcelona (1)                                                    | [ 1 ]                                                               |
| XXIV    | 1967                               | diverses seus                                                                              | Lliga Catalana                                                      | FC Barcelona (17)                                                   | GEiEG (1)                                                           | [ 1 ]                                                               |
| XXV     | 21/04/1968 (M) 5/05/1968 (F)       | Zona Universitària, Barcelona Zona Esportiva del FCB, Barcelona                            | Campionat de Catalunya                                              | FC Barcelona (18)                                                   | FC Barcelona (2)                                                    | [ 1 ]                                                               |
| XXVI    | 1969                               | diverses seus                                                                              | Campionat de Catalunya                                              | FC Barcelona (19)                                                   | CE Universitari (2)                                                 | [ 1 ]                                                               |
| XXVII   | 1970                               | diverses seus                                                                              | Campionat de Catalunya                                              | FC Barcelona (20)                                                   | FC Barcelona (3)                                                    | [ 1 ]                                                               |
| XXVIII  | 1971                               | diverses seus                                                                              | Campionat de Catalunya                                              | FC Barcelona (21)                                                   | CE Universitari (3)                                                 | [ 1 ]                                                               |
| XXIX    | 1972                               | diverses seus                                                                              | Campionat de Catalunya                                              | FC Barcelona (22)                                                   | FC Barcelona (4)                                                    | [ 1 ]                                                               |
| XXX     | 1973                               | diverses seus                                                                              | Campionat de Catalunya                                              | FC Barcelona (23)                                                   | FC Barcelona (5)                                                    | [ 1 ]                                                               |
| XXXI    | 3-13/06/1974 (F) 12-13/10/1974 (M) | Zona Esportiva del FCB, Barcelona Estadi Torras i Bages, Vic Zona Universitària, Barcelona | Campionat de Catalunya                                              | FC Barcelona (24)                                                   | CG Barcelonès (1)                                                   | [ 1 ]                                                               |
| XXXII   | 1975                               | diverses seus                                                                              | Lliga Catalana                                                      | CN Barcelona (6)                                                    | CG Barcelonès (2)                                                   | [ 1 ] [ 2 ]                                                         |
| XXXIII  | 1976                               | diverses seus                                                                              | Lliga Catalana                                                      | FC Barcelona (25)                                                   | CG Barcelonès (3)                                                   | [ 1 ]                                                               |
| XXXIV   | 02/10/1977                         | Estadi del Congost, Manresa                                                                | Lliga Catalana                                                      | FC Barcelona (26)                                                   | CG Barcelonès (4)                                                   | [ 1 ]                                                               |
| XXXV    | 23/07/1978                         | Estadi Joan Serrahima, Barcelona                                                           | Lliga Catalana                                                      | FC Barcelona (27)                                                   | CG Barcelonès (5)                                                   | [ 1 ]                                                               |
| XXXVI   | 13/05/1979                         | Estadi Joan Serrahima, Barcelona                                                           | Lliga Catalana                                                      | FC Barcelona (28)                                                   | CG Barcelonès (6)                                                   | [ 1 ]                                                               |
| XXXVII  | 27/04/1980                         | Estadi Municipal, Granollers                                                               | Lliga Catalana                                                      | FC Barcelona (29)                                                   | CG Barcelonès (7)                                                   | [ 1 ]                                                               |
| XXXVIII | 14/06/1981                         | Estadi Joan Serrahima, Barcelona                                                           | Lliga Catalana                                                      | FC Barcelona (30)                                                   | CN Barcelona (1)                                                    | [ 1 ]                                                               |
| XXXIX   | 6/06/1982 (M) 24/06/1982 (F)       | Estadi Joan Serrahima, Barcelona                                                           | Lliga Catalana                                                      | FC Barcelona (31)                                                   | CG Barcelonès (8)                                                   | [ 1 ]                                                               |
| XL      | 05/06/1983                         | Estadi Joan Serrahima, Barcelona                                                           | Lliga Catalana                                                      | FC Barcelona (32)                                                   | CG Barcelonès (9)                                                   | [ 1 ]                                                               |
| XLI     | 1984                               | diverses seus                                                                              | Lliga Catalana                                                      | FC Barcelona (33)                                                   | CG Barcelonès (10)                                                  | [ 1 ]                                                               |
| XLII    | 1985                               | diverses seus                                                                              | Lliga Catalana                                                      | FC Barcelona (34)                                                   | AA Catalunya (1)                                                    | [ 1 ]                                                               |
| XLIII   | 1986                               | diverses seus                                                                              | Lliga Catalana                                                      | FC Barcelona (35)                                                   | CG Barcelonès (11)                                                  | [ 1 ]                                                               |
| XLIV    | 1987                               | diverses seus                                                                              | Lliga Catalana                                                      | FC Barcelona (36)                                                   | CG Barcelonès (12)                                                  | [ 1 ]                                                               |
| XLV     | 01/05/1988                         | Estadi Joan Serrahima, Barcelona                                                           | Lliga Catalana                                                      | FC Barcelona (37)                                                   | CG Barcelonès (13)                                                  | [ 1 ]                                                               |
| XLVI    | 20/04/1989                         | Estadi Joan Serrahima, Barcelona                                                           | Lliga Catalana                                                      | FC Barcelona (38)                                                   | CG Barcelonès (14)                                                  | [ 1 ]                                                               |
| XLVII   | 22/04/1990                         | Estadi Municipal Can Dragó, Barcelona                                                      | Lliga Catalana                                                      | FC Barcelona (39)                                                   | CA Vic (1)                                                          | [ 1 ]                                                               |
| XLVIII  | 8/06/1991 (F) 9/06/1991 (M)        | Estadi CN Reus Ploms, Reus Estadi Joan Serrahima, Barcelona                                | Lliga Catalana                                                      | FC Barcelona (40)                                                   | CGB-L'Hospitalet (15)                                               | [ 1 ]                                                               |
| XLIX    | 6/06/1992 (F) 7/06/1992 (M)        | Estadi Josep Maria Pallàs, Vic Estadi Municipal, Granollers                                | Lliga Catalana                                                      | FC Barcelona (41)                                                   | FC Barcelona (6)                                                    | [ 1 ]                                                               |
| L       | 06/06/1993                         | Estadi Joan Serrahima, Barcelona                                                           | Lliga Catalana                                                      | FC Barcelona (42)                                                   | FC Barcelona (7)                                                    | [ 1 ]                                                               |
| LI      | 25/06/1994 (F) 26/06/1994 (M)      | Estadi Estadi Sant Oleguer, Sabadell                                                       | Campionat de Catalunya                                              | FC Barcelona (43)                                                   | FC Barcelona (8)                                                    | [ 1 ]                                                               |
| LII     | 11/06/1995 (F) 24/06/1995 (M)      | Estadi Can Dragó, Barcelona Estadi Joan Serrahima, Barcelona                               | Campionat de Catalunya                                              | FC Barcelona (44)                                                   | FC Barcelona (9)                                                    | [ 1 ]                                                               |
| LIII    | 18/05/1996 (F) 19/05/1996 (M)      | Estadi Can Dragó, Barcelona Estadi L'Hospitalet Nord, L'Hospitalet                         | Campionat de Catalunya                                              | FC Barcelona (45)                                                   | FC Barcelona (10)                                                   | [ 1 ]                                                               |
| LIV     | 17/05/1997 (F) 18/05/1997 (M)      | Estadi Can Dragó, Barcelona Estadi Joan Serrahima, Barcelona                               | Campionat de Catalunya                                              | AA Catalunya (1)                                                    | FC Barcelona (11)                                                   | [ 1 ]                                                               |
| LV      | 31/05/1998                         | Estadi Joan Serrahima, Barcelona                                                           | Campionat de Catalunya                                              | FC Barcelona (46)                                                   | Transports T2 (1)                                                   | [ 1 ]                                                               |
| LVI     | 16/05/1999                         | Estadi Joan Serrahima, Barcelona                                                           | Campionat de Catalunya                                              | FC Barcelona (47)                                                   | Transports T2 (2)                                                   | [ 1 ]                                                               |
| LVII    | 21/05/2000                         | Estadi Joan Serrahima, Barcelona                                                           | Campionat de Catalunya                                              | FC Barcelona (48)                                                   | FC Barcelona (12)                                                   | [ 1 ]                                                               |
| LVIII   | 23/06/2001                         | Estadi Joan Serrahima, Barcelona                                                           | Campionat de Catalunya                                              | Integra 2-L'H-CNB (1)                                               | FC Barcelona (13)                                                   | [ 1 ]                                                               |
| LIX     | 22/06/2002                         | Estadi Joan Serrahima, Barcelona                                                           | Campionat de Catalunya                                              | FC Barcelona (49)                                                   | FC Barcelona (14)                                                   | [ 1 ]                                                               |
| LX      | 22/06/2003                         | Estadi Josep Pla Arbonès, Palafrugell                                                      | Campionat de Catalunya                                              | FC Barcelona (50)                                                   | FC Barcelona (15)                                                   | [ 1 ]                                                               |
| LXI     | 20/06/2004                         | Estadi Joan Serrahima, Barcelona                                                           | Campionat de Catalunya                                              | FC Barcelona (51)                                                   | AA Catalunya (2)                                                    | [ 1 ]                                                               |
| LXII    | 16/05/2005                         | Estadi Joan Serrahima, Barcelona                                                           | Campionat de Catalunya                                              | FC Barcelona (52)                                                   | FC Barcelona (16)                                                   | [ 1 ]                                                               |
| LXIII   | 28/05/2006                         | Estadi Josep Maria Pallàs, Vic                                                             | Campionat de Catalunya                                              | FC Barcelona (53)                                                   | FC Barcelona (17)                                                   | [ 1 ]                                                               |
| LXIV    | 14/07/2007                         | Estadi Joan Serrahima, Barcelona                                                           | Campionat de Catalunya                                              | FC Barcelona (54)                                                   | FC Barcelona (18)                                                   | [ 1 ]                                                               |
| LXV     | 24/06/2008                         | Estadi Municipal, Igualada                                                                 | Campionat de Catalunya                                              | FC Barcelona (55)                                                   | FC Barcelona (19)                                                   | [ 1 ]                                                               |
| LXVI    | 24/06/2009                         | Estadi del Congost, Manresa                                                                | Campionat de Catalunya                                              | FC Barcelona (56)                                                   | FC Barcelona (20)                                                   | [ 1 ]                                                               |
| LXVII   | 23/05/2010                         | Estadi Municipal, Mataró                                                                   | Campionat de Catalunya                                              | FC Barcelona (57)                                                   | FC Barcelona (21)                                                   | [ 1 ]                                                               |
| LXVIII  | 29/05/2011                         | Estadi Josep Molins, Sabadell                                                              | Campionat de Catalunya                                              | FC Barcelona (58)                                                   | FC Barcelona (22)                                                   | [ 1 ]                                                               |
| LXIX    | 27/05/2012                         | Estadi Joan Serrahima, Barcelona                                                           | Campionat de Catalunya                                              | FC Barcelona (59)                                                   | FC Barcelona (23)                                                   | [ 1 ]                                                               |
| Edició  | Data                               | Seu                                                                                        | Denominació                                                         | Campió conjunt                                                      | Segon / Tercer                                                      | refs                                                                |
| LXX     | 05/05/2013                         | Estadi Joan Serrahima, Barcelona                                                           | Campionat de Catalunya                                              | FC Barcelona (1)                                                    | AA Catalunya / ISS-L'H.                                             | [ 1 ]                                                               |
| LXXI    | 03/05/2014                         | Estadi Joan Serrahima, Barcelona                                                           | Campionat de Catalunya                                              | FC Barcelona (2)                                                    | AA Catalunya / ISS-L'H.                                             | [ 1 ]                                                               |
| LXXII   | 25/04/2015                         | Estadi Municipal, Mataró                                                                   | Campionat de Catalunya                                              | FC Barcelona (3)                                                    | AA Catalunya / ISS-L'H.                                             | [ 1 ]                                                               |
| LXXIII  | 24/04/2016                         | Estadi Joan Serrahima, Barcelona                                                           | Campionat de Catalunya                                              | FC Barcelona (4)                                                    | AA Catalunya / Igualada                                             | [ 1 ]                                                               |
| LXXIV   | 07/05/2017                         | Estadi Municipal, Cornellà                                                                 | Campionat de Catalunya                                              | FC Barcelona (5)                                                    | AA Catalunya / Igualada                                             | [ 1 ]                                                               |
| LXXV    | 06/05/2018                         | Estadi Joan Serrahima, Barcelona                                                           | Campionat de Catalunya                                              | FC Barcelona (6)                                                    | AA Catalunya / ISS-L'H.                                             | [ 1 ]                                                               |
| LXXVI   | 05/05/2019                         | Estadi Joan Serrahima, Barcelona                                                           | Campionat de Catalunya                                              | FC Barcelona (7)                                                    | AA Catalunya / Cornellà                                             | [ 1 ]                                                               |
| LXXVII  | 2020                               | No es va disputar la competició a causa de la pandèmia del Covid-19                        | No es va disputar la competició a causa de la pandèmia del Covid-19 | No es va disputar la competició a causa de la pandèmia del Covid-19 | No es va disputar la competició a causa de la pandèmia del Covid-19 | No es va disputar la competició a causa de la pandèmia del Covid-19 |
| LXXVIII | 11-18/04/2021                      | diverses seus                                                                              | Campionat de Catalunya                                              | FC Barcelona (8)                                                    | Cornellà At. / ISS-L'H.                                             | [ 1 ]                                                               |
| LXXIX   | 3-10/04/2022                       | diverses seus                                                                              | Campionat de Catalunya                                              | FC Barcelona (9)                                                    | AA Catalunya / L'Hospit.                                            | [ 1 ]                                                               |
| LXXX    | 30/04 a 14/05/2023                 | diverses seus                                                                              | Campionat de Catalunya                                              | FC Barcelona (10)                                                   | L'Hospit. / Cornellà At.                                            | [ 1 ]                                                               |
| LXXXI   | 6 a 21/04/2024                     | diverses seus                                                                              | Campionat de Catalunya                                              | FC Barcelona (11)                                                   | Cornellà At. / L'Hospit.                                            | [ 1 ] [ 3 ]                                                         |

## Palmarès
| Equip                                | Total | C  | Anys campió (Conjunt)                                            | M  | Anys campió (Masculí) | F  | Anys campió (Femení) |
| ------------------------------------ | ----- | -- | ---------------------------------------------------------------- | -- | --- | -- | --- |
| Futbol Club Barcelona                | 93    | 11 | 2013, 2014, 2015, 2016, 2017, 2018, 2019, 2021, 2022, 2023, 2024 | 59 | 1944, 1945, 1946, 1947, 1951, 1953, 1954, 1955, 1956, 1957, 1958, 1959, 1960, 1961, 1964, 1966, 1967, 1968, 1969, 1970, 1971, 1972, 1973, 1974, 1976, 1977, 1978, 1979, 1980, 1981, 1982, 1983, 1984, 1985, 1986, 1987, 1988, 1989, 1990, 1991, 1992, 1993, 1994, 1995, 1996, 1998, 1999, 2000, 2002, 2003, 2004, 2005, 2006, 2007, 2008, 2009, 2010, 2011, 2012 | 23 | 1966, 1968, 1970, 1972, 1973, 1992, 1993, 1994, 1995, 1996, 1997, 2000, 2001, 2002, 2003, 2005, 2006, 2007, 2008, 2009, 2010, 2011, 2012 |
| Centre Gimnàstic Barcelonès          | 15    | -  | -                                                                | -  | - | 15 | 1974, 1975, 1976, 1977, 1978, 1979, 1980, 1982, 1983, 1984, 1986, 1987, 1988, 1989, 1991                                                 |
| Club Natació Barcelona               | 7     | -  | -                                                                | 6  | 1950, 1952, 1962, 1963, 1965, 1975 | 1  | 1981 |
| Agrupació Atlètica Catalunya         | 3     | -  | -                                                                | 1  | 1997 | 2  | 1985, 2004 |
| L'Hospitalet Atletisme               | 3     | -  | -                                                                | 1  | 2001 | 2  | 1998, 1999 |
| Club Esportiu Universitari           | 3     | -  | -                                                                | -  | - | 3  | 1965, 1969, 1971 |
| Reial Club Deportiu Espanyol         | 2     | -  | -                                                                | 2  | 1948, 1949 | -  | - |
| Grup Excursionista i Esportiu Gironí | 1     | -  | -                                                                | -  | - | 1  | 1967 |
| Club Atlètic Vic                     | 1     | -  | -                                                                | -  | - | 1  | 1990 |